# ژیان‌مرغک بی‌ریش شمالی
ژیان‌مرغک بی‌ریش شمالی (نام علمی: Camptostoma imberbe) یک پرنده گنجشک‌سان کوچک از تیرهٔ ژیان‌مرغان است. از جنوب شرقی‌ترین نقطه آریزونا و تگزاس ایالات متحده از طریق مکزیک و آمریکای مرکزی تا شمال غربی کاستاریکا زادآوری می‌کند.